# Nick Saban

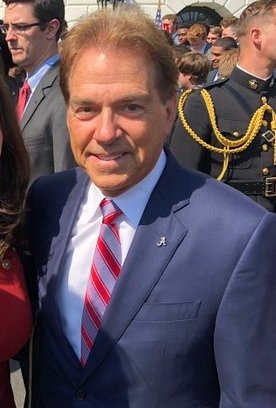
Nick Saban, 2018

Nicholas Lou Saban (* 31. Oktober 1951 in Fairmont, West Virginia) ist ein ehemaliger US-amerikanischer American-Football-Trainer. Er war von Januar 2007 bis Januar 2024 Head Coach des College-Football-Teams der University of Alabama. Insgesamt gewann er 206 von 235 Spielen in dieser Funktion.

## Biografie
Saban ist kroatischer Abstammung. Seine Karriere begann er als Spieler an der Kent State University, für die er von 1970 bis 1972 als Defensive Back spielte. Anschließend war er bis 1989 bei verschiedenen Collegemannschaften als Assistenztrainer tätig. 1990 betreute er schließlich mit den Toledo Rockets von der University of Toledo seine erste Mannschaft als Head Coach. Nach nur einem Jahr wechselte er zu den Cleveland Browns in die National Football League (NFL), um dort als Defensive Coordinator tätig zu sein. Zwischen 1995 und 1999 trainierte er wieder ein Collegeteam – die Michigan State University. Im Jahr 2000 ging er für vier Jahre zur Louisiana State University (LSU). Mit der LSU konnte er 2001 und 2003 den Sugar Bowl gewinnen, welcher 2003 auch das BCS National Championship Game war. Nach dem Sieg 2003 wurde er auch von der Associated Press als National Coach of the Year ausgezeichnet und er gewann den Paul Bryant Award als bester Collegetrainer des Jahres. 2005 ging er dann wieder für zwei Jahre in die NFL und trainierte dort die Miami Dolphins. 2007 wechselte er schließlich zur University of Alabama, mit der er 2009, 2011, 2012, 2015, 2017 und 2020 die nationale Meisterschaft gewinnen konnte.
Am 10. Januar 2024 erklärte Nick Saban im Alter von 72 Jahren seinen Rücktritt als Headcoach und ging damit mit einem Rekord von 206 gewonnenen und nur 29 verlorenen Spielen mit Alabama in den Ruhestand.